# Datang (socken i Kina, Hunan)
Datang (kinesiska: 大塘, 大塘瑶族乡) är en socken i Kina. Den ligger i provinsen Hunan, i den södra delen av landet, omkring 300 kilometer söder om provinshuvudstaden Changsha. Antalet invånare är 3555. Befolkningen består av 1 645 kvinnor och 1 910 män. Barn under 15 år utgör 29,0 %, vuxna 15-64 år 62 %, och äldre över 65 år 7,0 %.
Genomsnittlig årsnederbörd är 1 932 millimeter. Den regnigaste månaden är maj, med i genomsnitt 308 mm nederbörd, och den torraste är oktober, med 38 mm nederbörd.